# Jakob Streit
Jakob Streit (* 23. September 1910 in Spiez; † 15. Mai 2009 ebenda) war ein Schweizer Schriftsteller, der vor allem als Autor von Kinder- und Jugendbüchern bekannt wurde.

## Leben
Jakob Streit absolvierte das Lehrerseminar und arbeitete im Kanton Bern als Primarlehrer. Als Regisseur leitete er von 1947 bis 1952 die Tell-Freilichtspiele in Interlaken, von 1958 bis 1964 und 1967 die Schloss Spiele Spiez.
Nach seiner Pensionierung als Lehrer betätigte er sich als freier Schriftsteller und hielt zahlreiche Kurse und Vorträge zu kulturgeschichtlichen Themen. Seine Bücher sind vorwiegend bei anthroposophischen Verlagen erschienen.

## Werke

### Kinder- und Jugendbücher
- Beatuslegenden. Troxler, Bern 1940
- Kindheitslegenden. Troxler, Bern 1941
- Tiergeschichten. Atlantis, Zürich 1941
- Das Bienenbuch. Atlantis, Zürich 1944
- Dreikönigsbuch. Troxler, Bern 1951
- Bergblumenmärchen. Atlantis, Zürich 1954
- Kleine Schöpfungsgeschichte. Novalis, Freiburg im Breisgau 1956
- Die Söhne Kains. Novalis, Freiburg im Breisgau 1959
- Die schöne Magelone. SJW, Zürich 1960
- Von Zwergen und Wildmannli. SJW, Zürich 1965
- Rösli von Stechelberg. SJW, Zürich 1968
- Beatus, ein irischer Glaubensbote. SJW, Zürich 1968
- Und es ward Licht. Von der Weltschöpfung bis zur Arche Noah. Freies Geistesleben, Stuttgart 1970
- Milon und der Löwe. Freies Geistesleben, Stuttgart 1972
- Der Sternenreiter. Meier, Schaffhausen 1976
- Kleine Biene Sonnenstrahl. Freies Geistesleben, Stuttgart 1978
- Ich will dein Bruder sein. Freies Geistesleben, Stuttgart 1979
- Puck der Zwerg. Freies Geistesleben, Stuttgart 1981
- Der erste Weihnachtsbaum. Erzählungen. Novalis, Freiburg im Breisgau 1983
- Ziehet hin ins gelobte Land. Freies Geistesleben, Stuttgart 1983
- Tatatucks Reise. Freies Geistesleben, Stuttgart 1984
- Geron und Virtus. Novalis, Freiburg im Breisgau 1985
- Drei Rittergeschichten. Novalis, Freiburg im Breisgau 1985
- Liputto. Zwergengeschichte. Urachhaus, Stuttgart 1987
- Louis Braille. Ein blinder Junge erfindet die Blindenschrift. Freies Geistesleben, Stuttgart 1987
- Geschichten vom Schenken und Helfen des Sankt Nikolaus. Freies Geistesleben, Stuttgart 1989
- Miriam zu Betlehem. Freies Geistesleben, Stuttgart 1989
- Ich will dein Bruder sein. Legende. Freies Geistesleben, Stuttgart 1989
- Lasst uns den Tempel bauen. Freies Geistesleben, Stuttgart 1990
- Die Zauberflöte. Freies Geistesleben, Stuttgart 1991
- Unsichtbare Wächter. Freies Geistesleben, Stuttgart 1992
- Zwerg Wurzelfein. Urachhaus, Stuttgart 1992
- Die Geschichte der zwei Jesusknaben. Die Pforte, Basel 1992
- Im Rosenhaus. Urachhaus, Stuttgart 1992
- Ajuk und die Eisbären. Freies Geistesleben, Stuttgart 1993
- Das Osterlamm. Legende. Freies Geistesleben, Stuttgart 1993
- Nagick, das Eichhörnchen. AT, Aarau 1993
- Puck und der Regenbogen. Drei Zwerge besuchen das Menschenreich. Freies Geistesleben, Stuttgart 1996
- Bruder Franz. Das Leben des Francesco von Assisi. Urachhaus, Stuttgart 1996
- Odilie. Botin des Lichts. Freies Geistesleben, Stuttgart 1997
- Columban. Ein Kämpfer für das irische Christentum. Urachhaus, Stuttgart 2002
- Königskind und Hirtenkind. Die Geschichte der beiden Jesusknaben. Urachhaus, Stuttgart 2003
- Was Tiere miteinander reden. 30 Naturfabeln in Gedichtform. Oratio, Schaffhausen 2004

### Sachbücher
- Erziehungskunst und Elternhaus. Die Kommenden, Freiburg im Breisgau 1954
  - Neuausgabe als: Erziehung, Schule, Elternhaus. Erziehungsfragen und Erziehungshilfen. Novalis, Schaffhausen 1978
- Das Märchen im Leben des Kindes. Brügger, Meiringen 1964
  - Neuausgabe als: Warum Kinder Märchen brauchen. Verlag am Goetheanum (Ogham-Bücherei 24), Dornach 1985
- Waldorfpädagogik in öffentlichen Schulen. Herder, Freiburg im Breisgau 1976
- Sonne und Kreuz. Irland zwischen Megalithkultur und frühem Christentum. Freies Geistesleben, Stuttgart 1977
- Vom Werden der Welt. Novalis, Schaffhausen 1981
- Comics oder Märchen? Gift oder Nahrung für die Seelen unserer Kinder (mit Elisabeth Klein). Verein für ein erweitertes Heilwesen, Bad Liebenzell 2. A. 1984

### Anderes
- Therese Keller – Porträt einer Puppenspielerin (als Herausgeber). Zytglogge, Gümligen 1974
- Anna Samweber: Aus meinem Leben (als Herausgeber). Die Pforte, Basel 1981
- Parzival. Der Weg zum heiligen Gral. Frei nacherzählt von Jakob Streit zu Bildern von Werner Diedrich. Die Pforte, Basel 1997
- Wegspuren. Lyrik. Pforte, Dornach 2000

### Hörspiele/Radiosendungen
- Beatus, ein irischer Glaubensbote. Radio DRS, Bern 1950
- Der vierte König. DRS, Bern 1952
- Clara von Rappard. DRS, Bern 1957

### Theater
- Rösli vom Stechelberg. Die Freie Marionettenbühne Wengen spielt dieses Stück als Marionettenspiel in 4 Akten, Premiere 25. Dezember 2002